# Parque nacional Enrique Olaya Herrera
El Parque Nacional Enrique Olaya Herrera se encuentra en los cerros orientales de Bogotá, Colombia, en el nororiente de la localidad de Santa Fe. Está ubicado a lo largo de la Carrera Séptima, al sur de la Pontificia Universidad Javeriana y de la Facultad de Ingeniería de la Universidad Distrital Francisco José de Caldas. Este parque fue declarado Monumento Nacional de Colombia mediante el decreto 1756 del 26 de septiembre de 1996.

## Historia

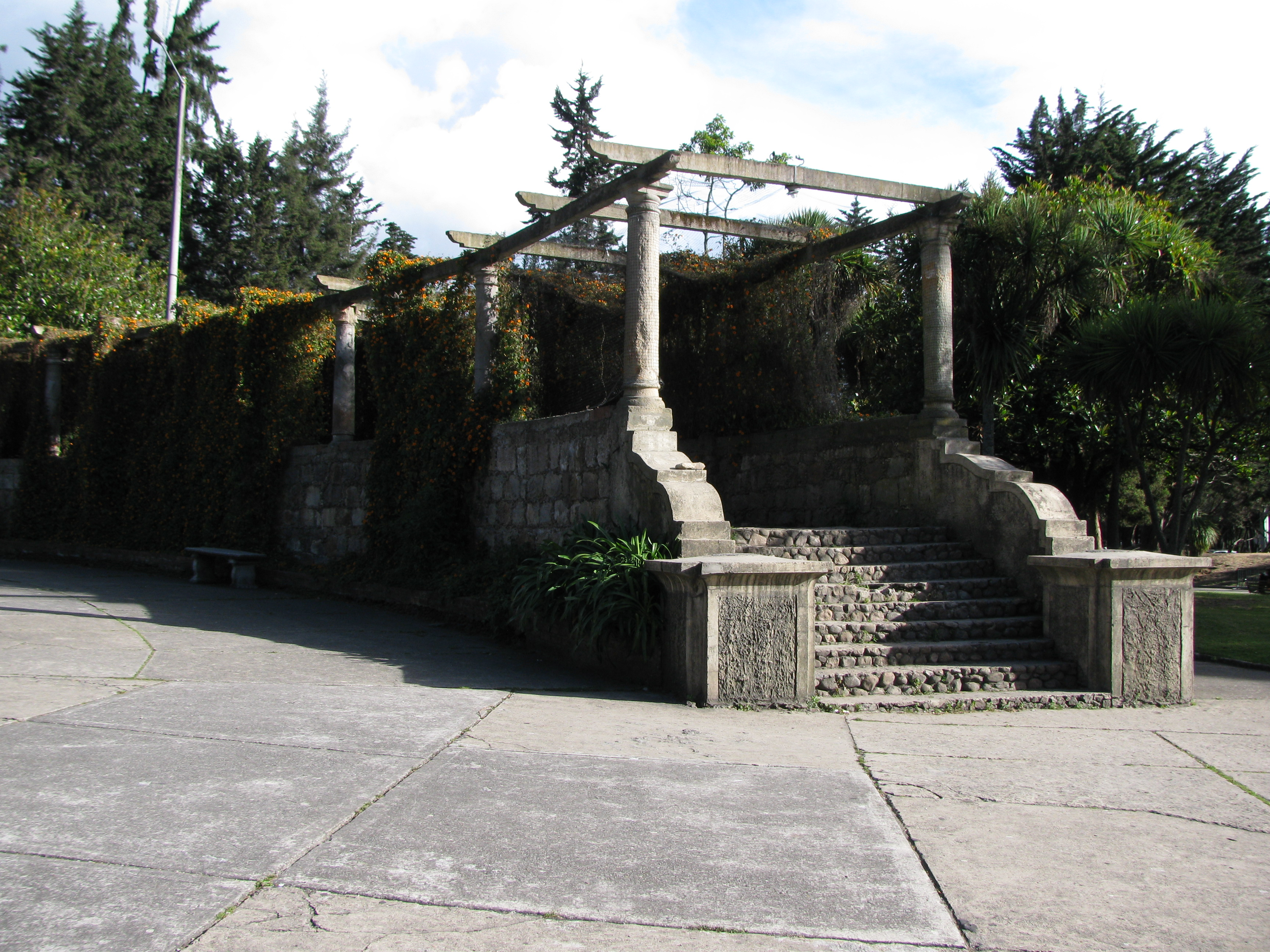
Detalle de la alameda.

El Parque Nacional Enrique Olaya Herrera fue el tercer parque construido en Bogotá, luego del Parque del Centenario (1883) y el Parque de la Independencia (1910). Su construcción, iniciada en 1932, coincidió con un periodo de importantes transformaciones urbanas en la ciudad durante la década de 1930, marcadas por tensiones sociales, económicas y políticas.
La edificación del parque reflejó la decisión del gobierno de intervenir directamente en la planeación urbana mediante grandes obras públicas, lo que generó conflictos entre diferentes sectores sociales. Por un lado, los pobladores de los cerros orientales buscaban ser reconocidos como propietarios legítimos de sus terrenos o ser reubicados en nuevas barriadas modernas. Por otro lado, los grandes propietarios de terrenos y las empresas constructoras procuraron proteger sus intereses económicos, temiendo que las iniciativas públicas afectaran el valor de los predios destinados a desarrollos inmobiliarios de alto costo. El proyecto del parque permitió al gobierno impulsar un modelo de expansión urbana hacia el occidente y noroccidente de la ciudad, lo que resultó en el desplazamiento de las barriadas populares hacia el sur. Al mismo tiempo, los grandes propietarios se beneficiaron con significativas ganancias por la venta de sus terrenos, y las empresas constructoras lograron desarrollar barrios de alto costo destinados a una burguesía en crecimiento.
El entonces presidente Enrique Olaya Herrera, uno de los principales promotores de la obra, asistió a su inauguración, la cual se realizó el 6 de agosto de 1934. Por este motivo, el parque lleva su nombre completo en homenaje. Desde entonces, el Parque Nacional Enrique Olaya Herrera ha sido considerado un símbolo de la tradición bogotana y una de las áreas verdes más representativas de la ciudad, con un legado que refleja su importancia histórica y cultural.
El parque ha experimentado diversas transformaciones a lo largo de su historia. Durante las décadas de 1960 y 1970, albergó en el sector oriental de la Carrera Quinta un parque de atracciones mecánicas y un pequeño zoológico. Sin embargo, estas instalaciones fueron trasladadas posteriormente por decisión del gobierno distrital.
En 1995, se llevó a cabo un proceso de restauración integral del parque. Se recuperaron los monumentos, fuentes y canchas deportivas, y se incorporaron dos mapas en relieve de Bogotá y Colombia como parte de la renovación. Posteriormente, en el año 2000, se restauró la alameda ubicada sobre la Carrera Séptima y se inauguró un monumento del artista Enrique Grau en el mismo sector.
El 24 de mayo de 2012, Rosa Elvira Cely fue encontrada en el parque tras ser víctima de violación. Como resultado de sus heridas, falleció cuatro días después, lo cual generó indignación nacional. En su memoria, se construyó una placa conmemorativa en el lugar del crimen, como un símbolo de rechazo a la violencia, en particular contra las mujeres, niños y niñas.
Más recientemente, el parque ha sido escenario de la presencia de comunidades indígenas. Desde septiembre de 2021 hasta mayo de 2022, y nuevamente desde septiembre de 2023 hasta octubre de 2024, el lugar fue utilizado como campamento por miembros de la comunidad indígena Emberá, en el contexto de la finalización de ayudas financieras por parte del gobierno nacional. Una vez que la comunidad abandonó el parque en noviembre de 2024, la alcaldía emprendió una restauración integral de los espacios, esculturas y jardines, devolviendo el parque a su estado original como un espacio emblemático de la ciudad.

## Características

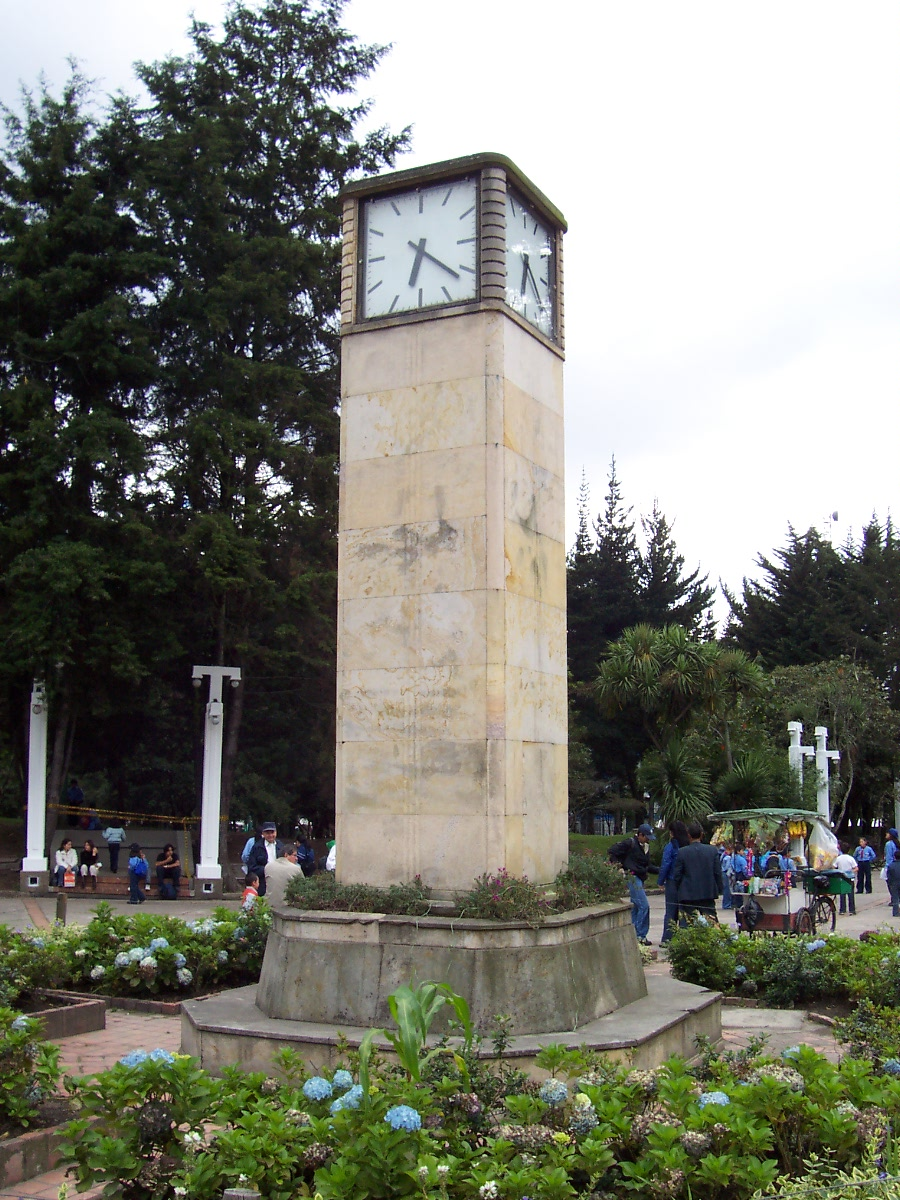
Reloj Suizo en la parte baja del parque, cerca de la carrera Séptima.

El parque se encuentra a una altitud entre los 2600 y 3150 metros sobre el nivel del mar. Se extiende entre las calles 36 y 39 y las carreras Séptima y Quinta, manteniendo su diseño original desde su inauguración, con un trazado que asemeja un triángulo invertido. Este diseño conecta los diversos monumentos y espacios destacados del parque. Con una extensión de 283 hectáreas, el sector oriental del parque es atravesado por el río Arzobispo, que desciende desde los cerros Orientales de Bogotá.
El parque cuenta con diversas instalaciones recreativas y culturales, como un pequeño aviario, pistas de hockey y patinaje, un campo de fútbol, canchas de voleibol y baloncesto, un teatro infantil, y un parque infantil. Su alameda principal, adornada con bancas y faroles, conduce hacia el oriente y está marcada por la presencia de la fuente monumental en honor a Rafael Uribe Uribe, una obra del escultor Victorio Macho inaugurada el 27 de octubre de 1940. Continuando por la alameda, se encuentra la torre del Reloj Suizo, donada en 1938 por la comunidad suiza de Bogotá.
Entre las esculturas y monumentos destacados se encuentra Rita 5:30 p.m., una obra de Enrique Grau, inaugurada en 2000 sobre la alameda de la carrera Séptima. Asimismo, el teatro infantil, con capacidad para 300 niños, fue construido entre enero y agosto de 1936 por el arquitecto Carlos Martínez y declarado Monumento Nacional de Colombia en 1995. En el costado occidental del parque se ubican puestos para vendedores de alimentos.
La sección oriental del parque es notable por su biodiversidad, con una amplia arborización que incluye eucaliptos, acacias, urapanes y cipreses. También alberga una rica fauna y múltiples fuentes de agua, consolidándose como un espacio emblemático de conexión con la naturaleza en el corazón de la ciudad.